# جورج بوسک

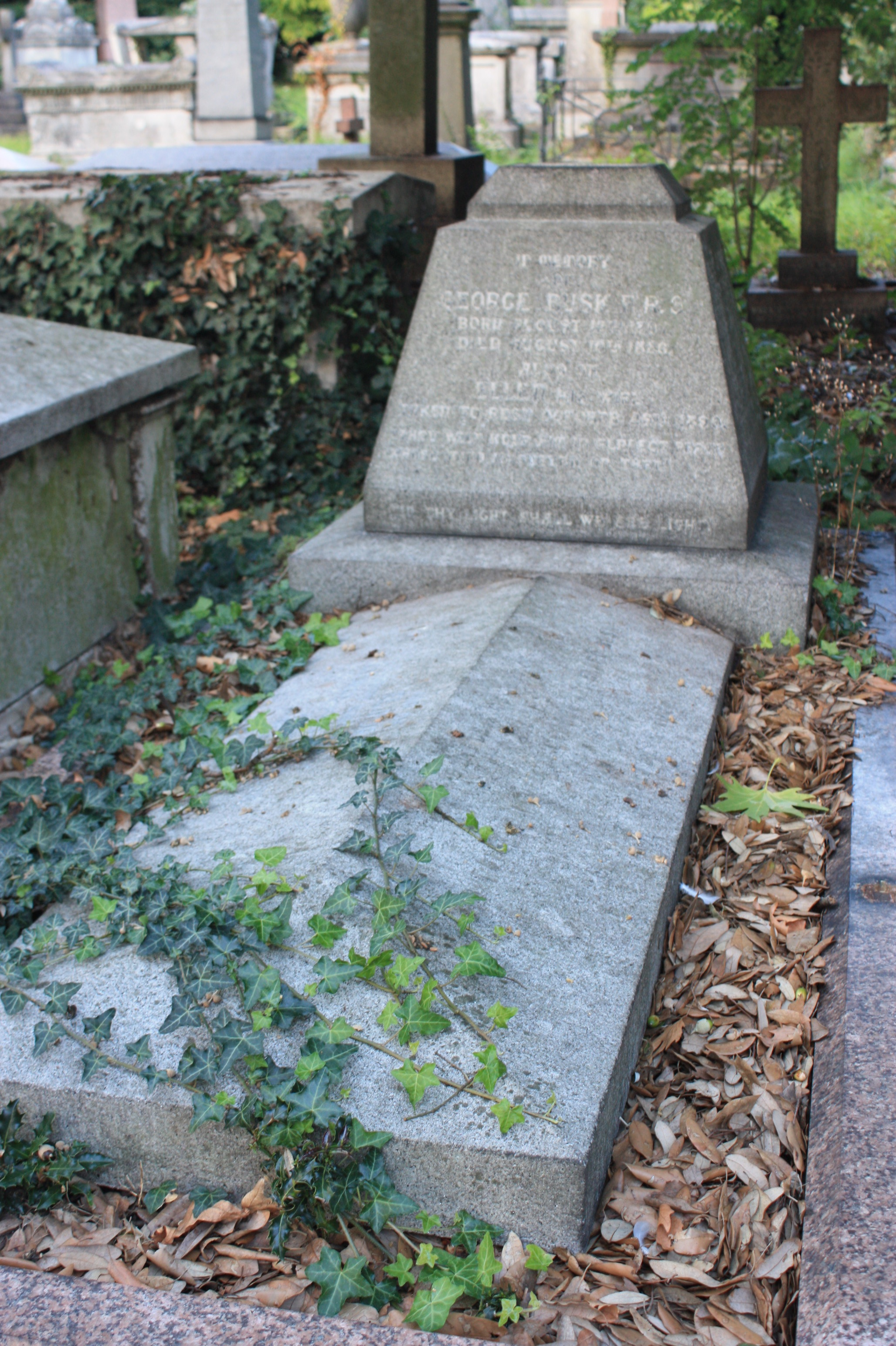
قبر جورج باسک، گورستان سبز کنسال

جورج بوسک (انگلیسی: George Busk; ۱۲ اوت ۱۸۰۷ – ۱۰ اوت ۱۸۸۶) یک جراح، جانورشناس و دیرین‌شناس اهل بریتانیا بود.
وی همچنین برنده جوایزی همچون مدال پادشاهی شده است.

## شغل
باسک در سال ۱۸۳۲ به عنوان دستیار جراح در بیمارستان گرینویچ منصوب شد. او ابتدا به عنوان جراح نیروی دریایی در HMS Grampus خدمت کرد. او بعداً سالها در HMS Dreadnought خدمت کرد که در ترافالگار جنگیده بود. در زمان باسک توسط انجمن بیمارستان دریانوردی به عنوان یک کشتی بیمارستانی برای اعضای سابق نیروی دریایی بازرگانی یا ناوگان ماهیگیری و افراد وابسته به آنها استفاده می‌شد. در این دوره باسک مشاهدات مهمی در مورد وبا و اسکوربوت انجام داد.
او انجمن تاریخ طبیعی گرینویچ را در سال ۱۸۵۲ تأسیس کرد و تا سال ۱۸۵۸ به عنوان رئیس آن خدمت کرد.
در سال ۱۸۵۵، او از خدمت و پزشکی بازنشسته شد و در لندن اقامت گزید و در آنجا عمدتاً خود را وقف مطالعه جانورشناسی و دیرین‌شناسی کرد. در اوایل سال ۱۸۴۲، او در ویرایش مجله Microscopical کمک کرد. و بعداً فصلنامه علوم میکروسکوپی (۱۸۵۳–۱۸۶۸) و بررسی تاریخ طبیعی (۱۸۶۱–۱۸۶۵) را ویرایش کرد. او یکی از اعضای باشگاه معروف ایکس بود که توسط تی.ح. هاکسلی تأسیس شد، که در دوره ۱۸۶۵–۱۸۸۵ در احیای علم فعال بود. باسک و همسرش الن از دوستان نزدیک هاکسلی بودند. باسک با موفقیت چارلز داروین را برای مدال کپلی، بالاترین جایزه انجمن سلطنتی، در سال ۱۸۶۴ نامزد کرد.
از سال ۱۸۵۶ تا ۱۸۵۹، او استاد شکارچی آناتومی و فیزیولوژی تطبیقی در کالج سلطنتی جراحان بود و در سال ۱۸۷۱ رئیس کالج شد. او در سال ۱۸۵۰ به عنوان عضو انجمن سلطنتی انتخاب شد. Busk یکی از اعضای فعال Linnean بود. انجمن، انجمن زمین‌شناسی و رئیس انجمن قوم‌شناسی و سپس مؤسسه مردم‌شناسی (۱۸۷۳–۱۸۷۴). او مدال سلطنتی انجمن سلطنتی و مدال ولاستون و لیل انجمن زمین‌شناسی را دریافت کرد.
باسک مرجع پیشرو در Polyzoa بود. و بعدها بقایای مهره داران از غارها و نهشته‌های رودخانه توجه او را به خود جلب کرد. در سال ۱۸۶۲، باسک دوباره در جبل الطارق بود. او مسئول آوردن جمجمه جبل الطارق (دومین فسیل نئاندرتالی که تا کنون یافت شده و اولین فسیل شناخته شده بالغ) در جبل الطارق در سال ۱۸۴۸ حفاری شده بود، به انگلستان رسید. شناسایی جمجمه به عنوان متعلق به یک نئاندرتال تا قرن بیستم انجام نشد.

## زندگی شخصی و مرگ
در ۱۲ اوت ۱۸۴۳، جورج باسک با الن باسک، دختر عموی اول خود ازدواج کرد. آنها دو دختر داشتند.
او در ۱۰ اوت ۱۸۸۶ در لندن درگذشت و در گورستان کنسال گرین لندن، در بخش شمالی دایره مرکزی به خاک سپرده شد.
گ

## دوران اولیه زندگی، خانواده و تحصیل
بوسک در سن پترزبورگ روسیه به دنیا آمد.او پسر رابرت باسک و همسرش جین بود. رابرت باسک پسر سر وادسورث باسک بود، که دادستان کل جزیره من و پدربزرگ آنا جین باسک (۱۸۱۳–۱۸۸۸) بود که نوه او، ویلیام جورج لوپتون (۱۸۷۱–۱۹۱۱)، به افتخار نامگذاری شد. از جورج پدر جین باسک، جان وستلی، کارمند گمرک در سن پترزبورگ بود.
باسک در مدرسه دکتر هارتلی در یورکشایر تحصیل کرد. او جراحی را در لندن، در بیمارستان سنت توماس و برای یک جلسه در بیمارستان سنت بارتولومئو مطالعه کرد.